# Intercity-Express

ICE-Logo

Intercity-Express (Liên thành phố - Tốc hành, ICE) là loại xe cao tốc chạy nhanh nhất của Deutsche Bahn AG. 
Intercity-Express là loại xe lửa mới thay thế cho loại InterCity (IC), từ năm 1985. Nó nối liền 180 nhà ga ICE ở Đức và 6 nước lân cận (Áo, Thụy Sĩ, Pháp, Bỉ, Hà Lan và Đan Mạch).
Nó chạy khi chở hành khách với tốc độ nhanh nhất từ 200 cho tới 300 km/h (ở Pháp đến 320 km/h) (Tài liệu tháng 5 năm 2011).
Riêng năm 2012 nó đã chuyên chở 76,6 triệu hành khách, khoảng 58% tuyến đường xa của Deutsche Bahn. Năm 2013 số hành khách là 81 triệu.

## Lịch sử

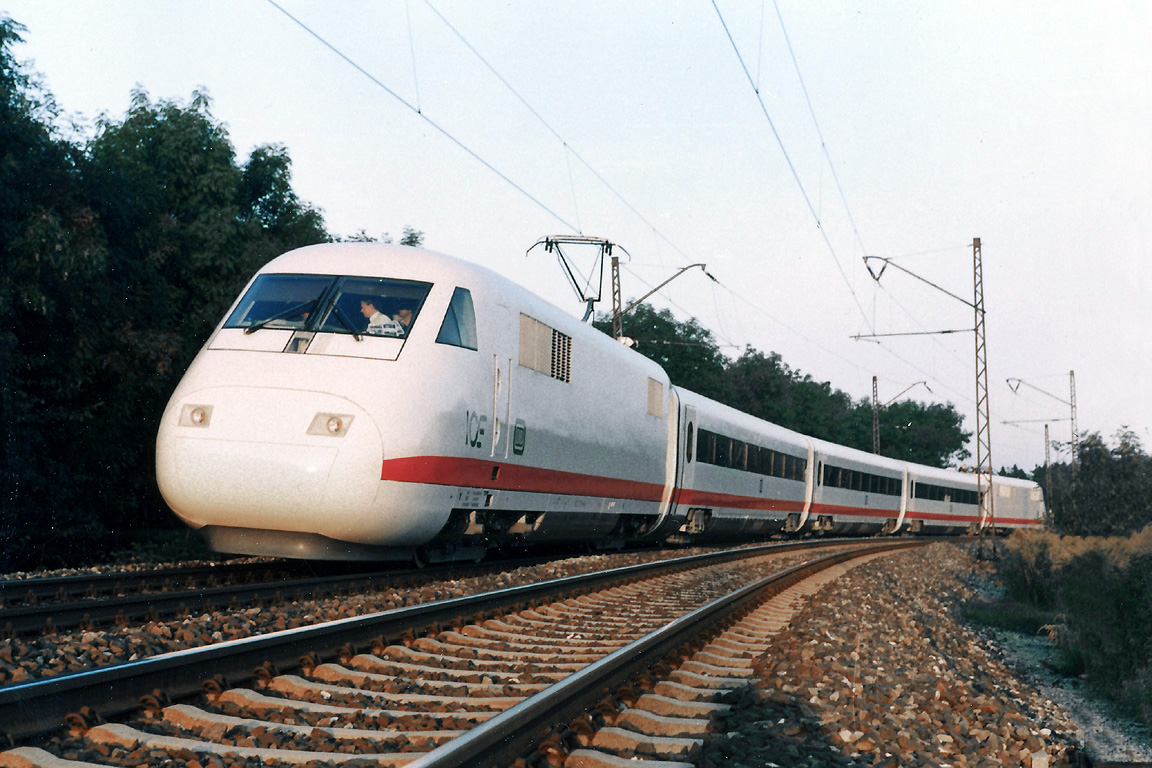
InterCityExperimental (ICE V) first run as a full train, near Munich (September 1985)

Deutsche Bundesbahn bắt đầu một loạt các thử nghiệm vào năm 1985 bằng cách sử dụng tàu thử nghiệm InterCityExperimental (còn gọi là ICE-V). IC Experimental đã được sử dụng làm tàu giới thiệu và cho các thử nghiệm tốc độ cao, thiết lập kỷ lục tốc độ thế giới mới ở mức 406,9 km/h (253 dặm/giờ) vào ngày 1 tháng 5 năm 1988. Đoàn tàu đã nghỉ hưu năm 1996 và được thay thế bằng một đơn vị thử nghiệm mới, được gọi là ICE S.
Sau khi thảo luận rộng rãi giữa Bundesbahn và Bộ Giao thông vận tải về thiết bị trên tàu, chiều dài và chiều rộng của tàu và số lượng tàu cần thiết, đợt đầu tiên trong số 41 đơn vị đã được đặt hàng vào năm 1988. Đơn đặt hàng đã được mở rộng đến 60 đơn vị vào năm 1990, trong tâm trí thống nhất nước Đức. Tuy nhiên, không phải tất cả các chuyến tàu có thể được giao kịp thời.
Mạng ICE chính thức được khánh thành vào ngày 29 tháng 5 năm 1991 với một số phương tiện hội tụ tại nhà ga mới được xây dựng Kassel-Wilhelmshöhe từ các hướng khác nhau.

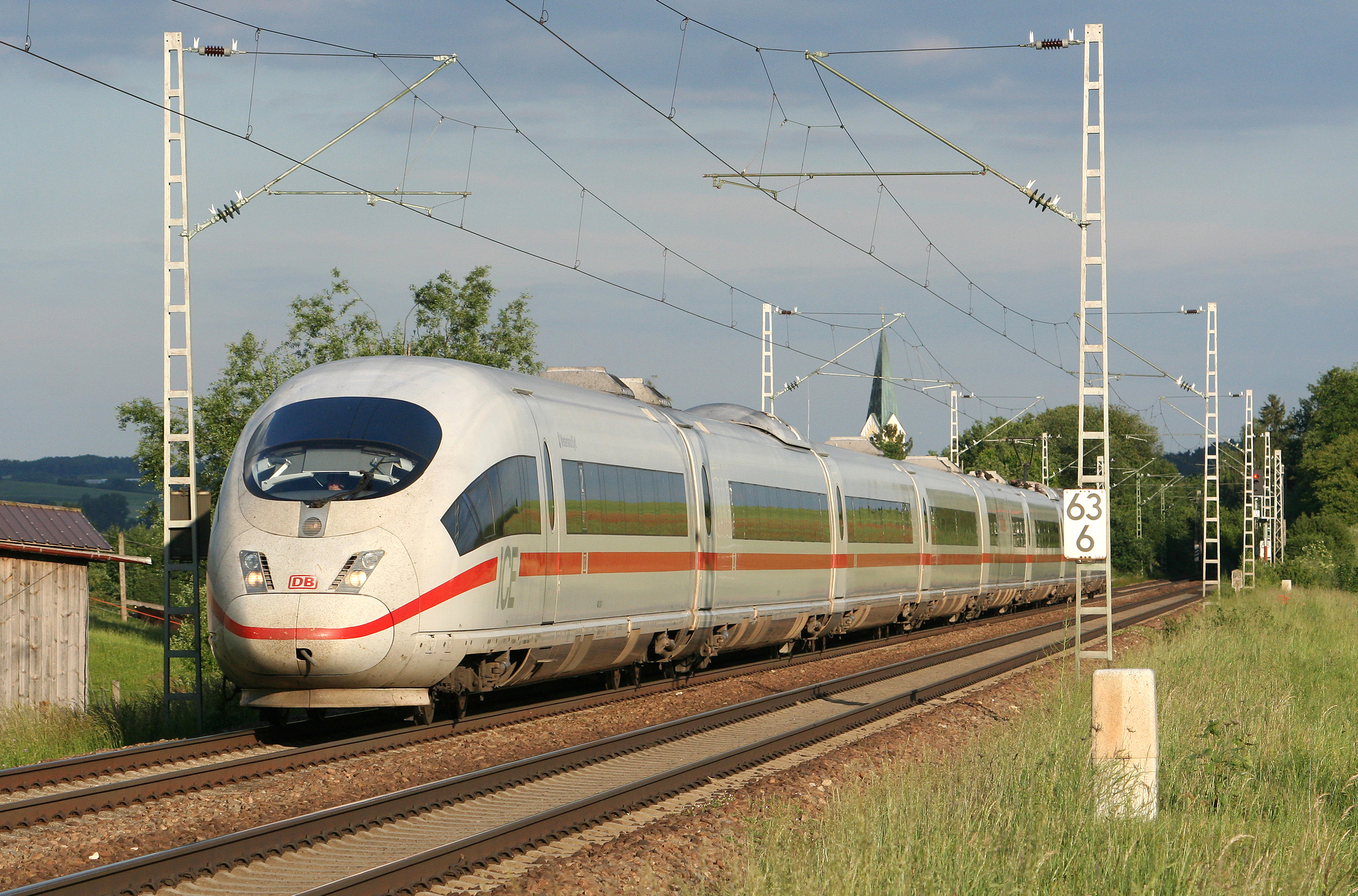
ICE 3 trên tuyến đường München–Ingolstadt

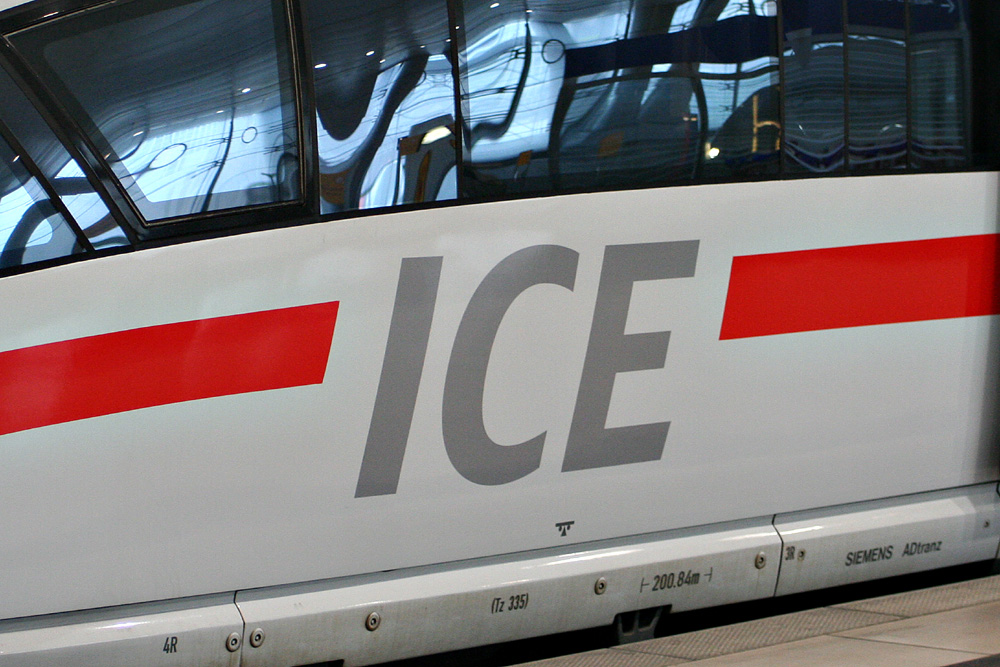
ICE-Logo mới

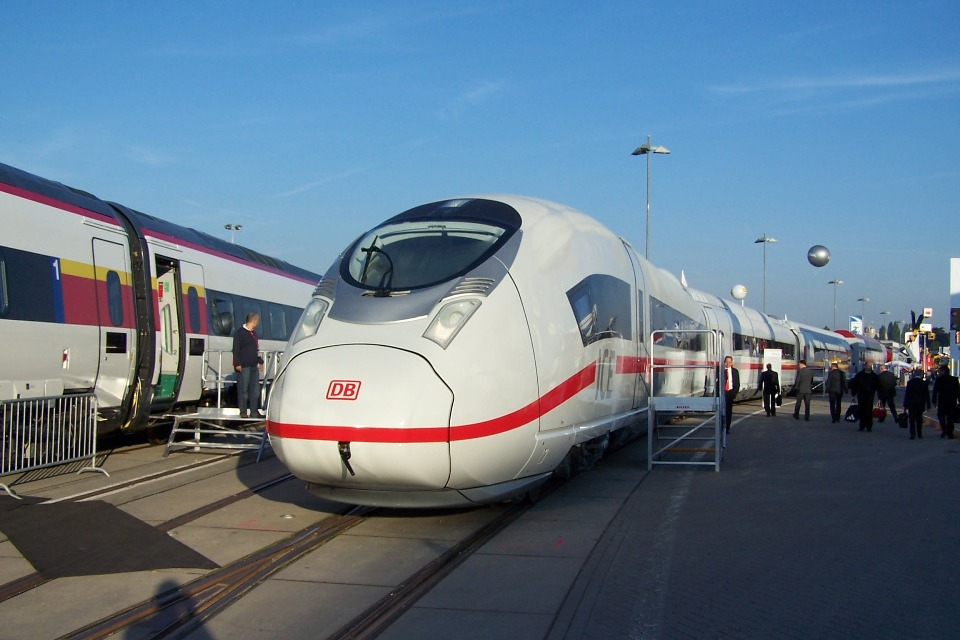
ICE 3

| Type                               | Production | Number built | vmax [km/h] | In Service                                            | Status                                     |
| ---------------------------------- | ---------- | ------------ | ----------- | ----------------------------------------------------- | ------------------------------------------ |
| InterCityExperimental (also ICE/V) | 1983–1985  | 1            | 350         | 1985–2000 (measurement and test drives)               | retired                                    |
| ICE 1                              | 1989–1993  | 60           | 280         | since 1990                                            | 59 in service                              |
| ICE 2                              | 1995–1997  | 46           | 280         | since 1996                                            | 44 in service                              |
| ICE S (also ICE R)                 | 1996       | 1            | 280 / 330   | since 1997                                            | in service for measurement and test drives |
| ICE T                              | 1996–2005  | 71           | 230         | since 1999                                            | 70 in service (67 with DB, 3 with ÖBB)     |
| DB Class 403 (“ICE 3”)             | 1997–2006  | 50           | 330         | since 2000                                            | all in service                             |
| DB Class 406 (ICE 3M / ICE 3MF)    | 1997–2006  | 17           | 330         | since 2000                                            | 16 in service (13 with DB, 3 with NS)      |
| Metropolitan                       | 1998–1999  | 2            | 220         | “ICE” branded: 2004–06/2005, 12/2005–2006, since 2009 | both in service                            |
| ICE TD                             | 1998–2000  | 20           | 200         | 2001–2003, 2006–2017                                  | retired                                    |
| Velaro D (also called ICE 3 by DB) | 2009–2012  | 17           | 320         | since 2013                                            | all in service                             |
| ICE 4                              | since 2014 | 220 planned  | 230 / 250   | since 2017                                            | 10 in service                              |